# Милман (кефалија)
Милман (умро 1361) је био кефалија Требиња и Конавла у служби Војислава Војиновића.

## Биографија
Милман је на функцији кефалије Конавла и Требиња сменио 1359. године Рују Супчића. У време угарско-српског рата, Рујо се замерио великом кнезу Војиславу Војиновићу због чега је морао да бежи у Дубровник. Војислав је поставио Милмана на његово место. У служби Војислава Војиновића, Милман је испољио агресивну политику према својим суседима, дубровачким и млетачким трговцима. Милман је као кефалија Конавла и Требиња био потчињен директно Војиславу Војиновићу, а не српском цару Урошу Немањићу. Милман се у дубровачким документима јавља на лето 1361. године када пљачка и пустоши Жрновичку жупу. У једном од тих похода, Милман је страдао у другој половини 1361. године. На месту кефалије Требиња и Конавла заменио ка је Крајша који се ту задржао барем до доласка Николе Алтомановића на власт, а најкасније до 1371. године када се као кефалија јавља Обрад Зорка.